# 駐洛杉磯臺北經濟文化辦事處
駐洛杉磯臺北經濟文化辦事處（英語：Taipei Economic and Cultural Office in Los Angeles，簡稱：TECO-Los Angeles）是中華民國外交部派駐加利福尼亞州洛杉磯的總領事館級辦事處。其位於威爾榭大道上，鄰近洛杉磯地鐵D線威爾榭／西部站。該辦事處領務轄區為加利福尼亞州南部、新墨西哥州及亞利桑納州。

## 歷史

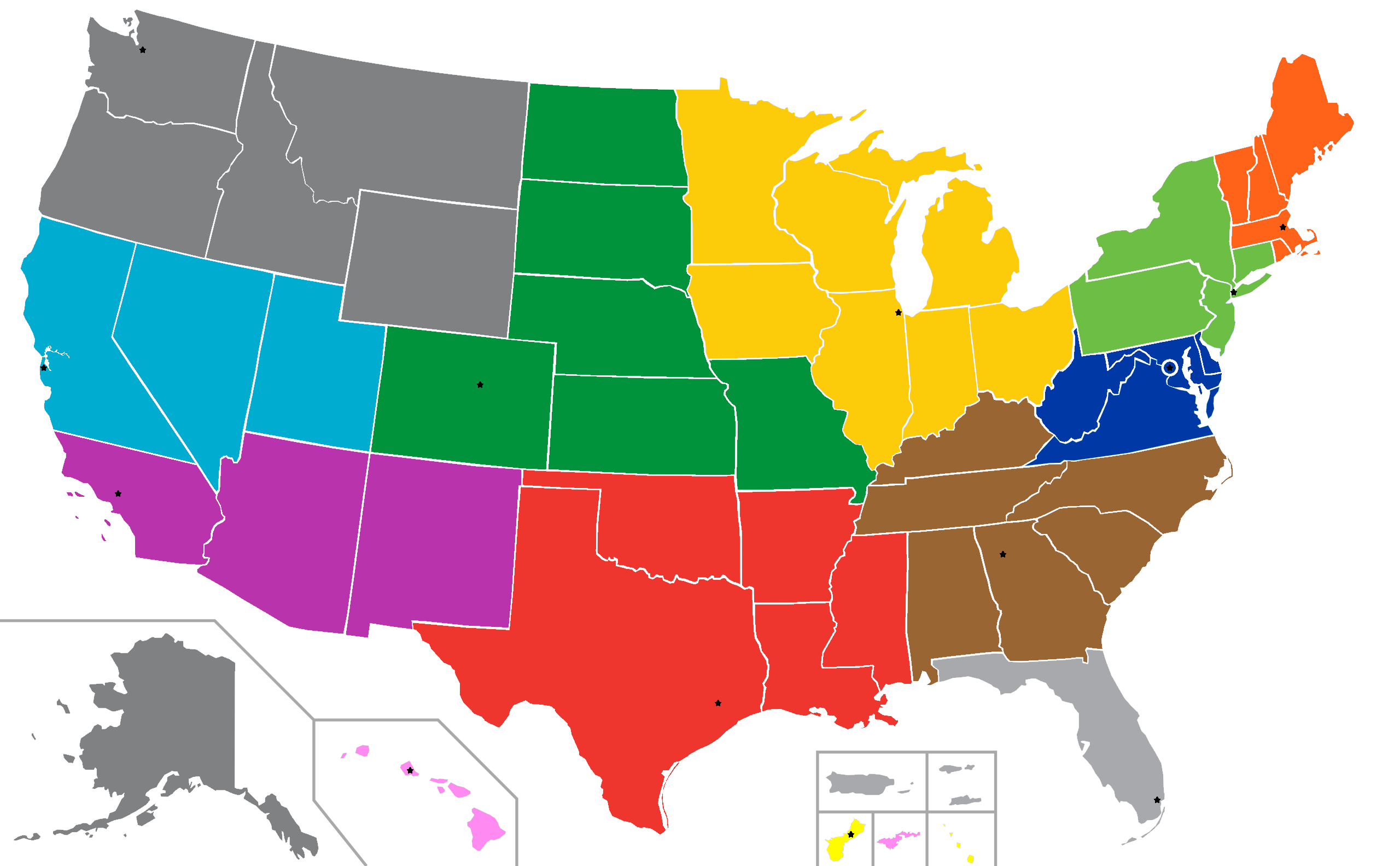
駐洛杉磯臺北經濟文化辦事處領事轄區

1979年1月1日，中华民国与美国断交。同年2月28日，中華民國駐羅安琪總領事館閉館。3月1日，设立北美事務協調委員會駐羅安琪辦事處。1992年4月30日，更名為北美事務協調委員會駐洛杉磯辦事處。10月10日，更名为駐洛杉磯臺北經濟文化辦事處:61—62。

## 外部連結
- 駐洛杉磯臺北經濟文化辦事處 官方網站 （页面存档备份，存于）
- 駐洛杉磯台北經濟文化辦事處Taipei Economic and Cultural Office in Los Angeles的Facebook專頁